# Ichneumon porcellus
Ichneumon porcellus là một loài tò vò trong họ Ichneumonidae.